# Sageville (Iowa)
Sageville es una ciudad ubicada en el condado de Dubuque en el estado estadounidense de Iowa. En el Censo de 2010 tenía una población de 122 habitantes y una densidad poblacional de 68,47 personas por km².

## Geografía
Sageville se encuentra ubicada en las coordenadas 42°32′53″N 90°42′14″O / 42.54806, -90.70389. Según la Oficina del Censo de los Estados Unidos, Sageville tiene una superficie total de 1.78 km², de la cual 1.78 km² corresponden a tierra firme y (0%) 0 km² es agua.

## Demografía
Según el censo de 2010, había 122 personas residiendo en Sageville. La densidad de población era de 68,47 hab./km². De los 122 habitantes, Sageville estaba compuesto por el 99.18% blancos, el 0% eran afroamericanos, el 0.82% eran amerindios, el 0% eran asiáticos, el 0% eran isleños del Pacífico, el 0% eran de otras razas y el 0% pertenecían a dos o más razas. Del total de la población el 0.82% eran hispanos o latinos de cualquier raza.